# Гельфанд, Ефим Львович
Ефи́м (Ха́им) Льво́вич Ге́льфанд (11 марта 1910, Гомель — 4 июля 1991, Красноярск) — российский театральный актёр, режиссёр и педагог. Заслуженный артист РСФСР (1945).

## Биография
Окончил театральное училище при Московском государственном еврейском театре. Актёр Еврейского театра в Одессе.
С 1934 года — в Биробиджане.
Художественный руководитель Биробиджанского государственного еврейского театра в конце 30-х — 40-х годах.
В 1935 году вёл первую радиопередачу в Еврейской автономной области «Внимание, говорит Биробиджан!».
Работал с театрами Красноярска, Омска, Норильска. В 1950-е годы — режиссёр Камчатского драматического театра Главный режиссёр Смоленского драматического театра.
В 1964-1968 годах — главный режиссёр Красноярского драматического театра имени А. С. Пушкина.
Заведовал кафедрой актёрского мастерства в Красноярске.
Был женат несколько раз. Последняя жена — актриса Красноярского драматического театра им. А. С. Пушкина, народная артистка России Екатерина Ивановна Мокиенко-Гельфанд.

## Театральные работы

### Смоленский драматический театр
- «Денис Давыдов» В. Соловьёва
- «Палата» Самуила Алёшина
- «Последние» Максима Горького
- «День рождения Терезы» Георгия Мдивани
- «Жизнь и преступление Антона Шелеста» Г. Медынского
- «Под одной из крыш» Захара Аграненко
- «Поворот ключа» Милана Кундера